# Grey Mare’s Tail Nature Reserve

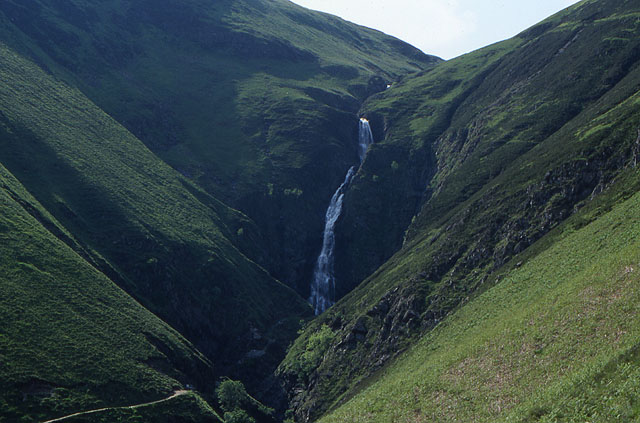
Grey Mare’s Tail

Grey Mare’s Tail Nature Reserve ist ein Naturschutzgebiet in der Nähe von Moffat in Dumfries and Galloway in Schottland. Es wird vom National Trust for Scotland (NTS) verwaltet.

## Beschreibung
Grey Mare’s Tail ist ein Hängetal mit einem rund 60 Meter hohen Wasserfall des Bachs Tail Burn der dem Loch Skeen entspringt und nach dem Fall in das Moffat Water mündet, das im darunterliegenden Tal fließt. Ein Gebiet von gut 9 km² um den Fall ist das Naturschutzgebiet Grey Mare’s Tail Nature Reserve in dem auch Loch Skeen und der White Coomb, ein mit 821 m einer der höchsten Erhebungen in Südschottland, liegen. Das Gebiet ist bei Wanderern sehr beliebt, weil trotz relativ leichter Touren eine interessante Landschaft erlebt werden kann. 2024 betrug die Besucherzahl etwa 50.000 Personen.
In diesem Gebiet gibt es zudem eine interessante Flora und Fauna, Heidekraut, Rostroter Wimperfarn, Echte Alpenschärfe und Rauhweiden, viele interessante Tiere wie Wildziegen, Coregonus, ein Fisch aus der Ordnung der Lachsartigen, und viele Vögel, wie Raben sowie etliche Raub- und Singvögel.
Die Gegend ist reich an Spuren menschlicher Besiedlung, sie wurden zurück bis zu eisenzeitlicher Besiedlung gefunden und im 17. Jahrhundert fanden Mitglieder der Covenanters hier eine Zuflucht.